# Berey Géza
Berey Géza (Szatmárnémeti, 1908. január 17. – Budapest, 1982. augusztus 20.) erdélyi magyar író, újságíró. Csányi Piroska férje.

## Életútja
Erdélyi katolikus család gyermekeként született. A szatmári Szamos, majd Szatmári Újság, Aradi Közlöny, Brassói Lapok, Független Újság munkatársa volt, szerkesztette a Nagykároly és Vidéke (1930–31), Szamos (1931), Mai Nap (1932) című lapokat. 1933-ban riportregényt írt (Amerika, Mohy Sándor címlapjával), 1934-ben Szatmáron Várady Aladárral szerkesztette az Erdélyi Monografia című lexikont, majd 1936-ban tanulmányt adott ki Néhány szó az újságírásról címmel. 1938-ban Magyarországra költözött, a szegedi Délmagyarország belső munkatársa, majd 1940-ben tulajdonosa lett.
Fordításában mutatta be a szatmári színház Gheorghe Ciprianu Ember meg a gebéje című avantgárd színművét (1939). Sajtótörténeti munkája: A magyar újságírás Erdélyben 1919-1939 (Szeged, 1940). Az 1944-es német megszállás után a dachaui koncentrációs táborba hurcolták amiatt, hogy tiltakozott a zsidó származású emberek deportálása ellen. 
A háború után hazakerült, a „fordulat éve” után feleségével Budapesten telepedett meg s ismét újságírással foglalkozott. A lágerben átélteket Hitler-Allee (Budapest, 1979) című emlékiratában örökítette meg. 
1956 után a megtorlásokban nem volt hajlandó részt venni, így újságírói állást nem kaphatott, több évi portási állás után a Figyelő című közgazdasági lap tördelőszerkesztője lett Budapesten, innen ment nyugdíjba.